# 乔班考
乔班考，是匈牙利佩斯州所辖的一个村。总面积22.76平方公里，总人口3166，人口密度139.1人/平方公里（2011年1月1日）。